# Río Ranchería
Der Río Ranchería ist ein etwa 260 km langer Zufluss des Karibischen Meers in der Región Caribe in Kolumbien.

## Flusslauf
Der Flusslauf des Río Ranchería liegt im Departamento La Guajira im äußersten Nordosten Kolumbiens. Der Río Ranchería entspringt im Nordosten der Sierra Nevada de Santa Marta auf einer Höhe von etwa 3600 m. Er fließt anfangs 30 km in ostnordöstlicher Richtung durch das Gebirge. Die ersten 20 km liegen dabei innerhalb des Parque Nacional Natural Sierra Nevada de Santa Marta. Anschließend wendet er sich in Richtung Ostsüdost und durchschneidet einen Ausläufer des Gebirges. Dabei wird der Río Ranchería bei Flusskilometer 205 von der Talsperre El Cercado auf einer Länge von 6 km aufgestaut. Unterhalb der Talsperre wendet sich der Fluss nach Osten. Er passiert die Städte Distracción und Fonseca. Anschließend wendet sich der Fluss nach Nordosten und durchfließt ein Tal, das die Sierra Nevada de Santa Marta im Westen von der Sierra de Perijá im Osten trennt. In dem Tal liegen die Städte Barrancas und Albania am Flusslauf. In unmittelbarer Nähe zum Río Ranchería befindet sich die Mine El Cerrejón, in welcher im Tagebau Steinkohle abgebaut wird. Nördlich von Albania bei Flusskilometer 100 erreicht der Río Ranchería das Küstentiefland. Der Fluss wendet sich nun 50 km nach Nordosten. Auf den letzten 50 km fließt der Río Ranchería in Richtung Westnordwest. Schließlich erreicht er am nordöstlichen Rand der Großstadt Riohacha das Meer. 4 km oberhalb der Mündung zweigt ein Mündungsarm nach Norden ab. 

## Hydrologie
Der Río Ranchería entwässert ein Areal von etwa 4060 km². Im Unterlauf durchfließt der Río Ranchería eine relativ niederschlagsarme Region. Der mittlere Abfluss beträgt lediglich 12,4 m³/s. In Mündungsnähe führt der Fluss meist nur eine geringe Wassermenge.